# KVLS

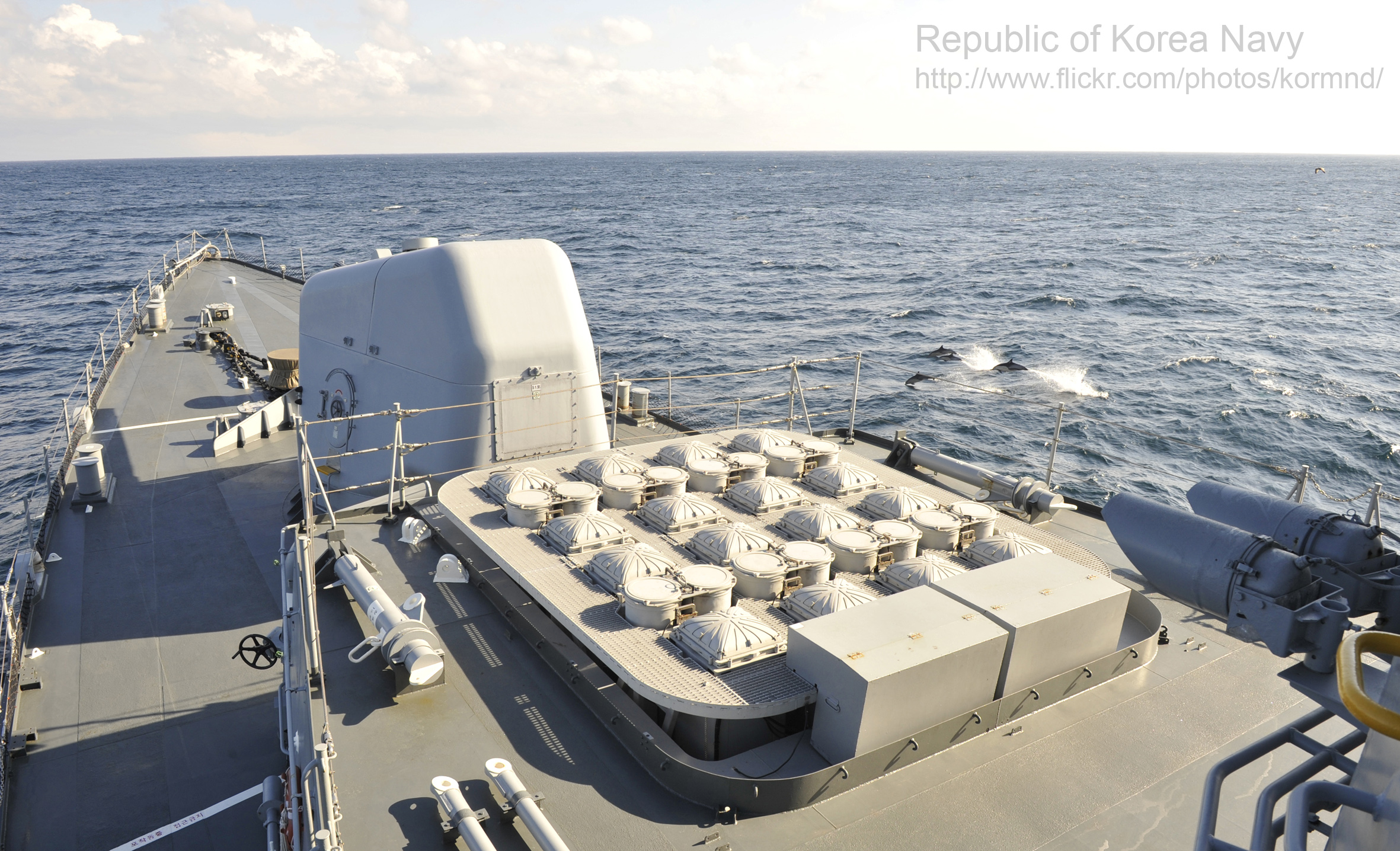
Установка вертикального пуска KVLS, 2012 г.

KVLS (K-VLS, Korean Vertical Launching System, Корейская система вертикального пуска) — система вертикального пуска ракет, разработанная в Южной Корее для кораблей ВМС Республики Корея. Используется на эсминцах типа «Король Седжон» и других кораблях. K-VLS может использоваться для запуска ЗУР KM-SAM (Cheolmae-2), противолодочных ракет «Хонсанъо», крылатых ракет для поражения береговых целей
SSM-700K «Haeseong» и «Hyunmoo-3» и даже баллистических ракет подводного базирования.

## Корабли, оснащённые KVLS
| Тип                                                       | Класс корабля                | Кол-во ячеек |
| --------------------------------------------------------- | ---------------------------- | ------------ |
| Эскадренные миноносцы типа «Чхунмугон Ли Сунсин» (KDX-II) | эсминец                      | 24 / 32      |
| Эскадренные миноносцы типа «Король Седжон» (KDX-III)      | эсминец                      | 48           |
| Фрегаты типа «Тэгу»                                       | фрегат                       | 16           |
| Минные заградители типа «Нампхо»                          | минный заградитель           | 4            |
| Танкодесантные корабли типа «Чхонванбон»                  | танкодесантный корабль       | 4            |
| Подводные лодки типа «Досан Ан Чханхо» (KSS-III)          | многоцелевая подводная лодка | 10           |